# Ken Skupski
Ken Skupski (født 9. april 1983 i Liverpool, Storbritannien) er en professionel tennisspiller fra Storbritannien.